# Диба

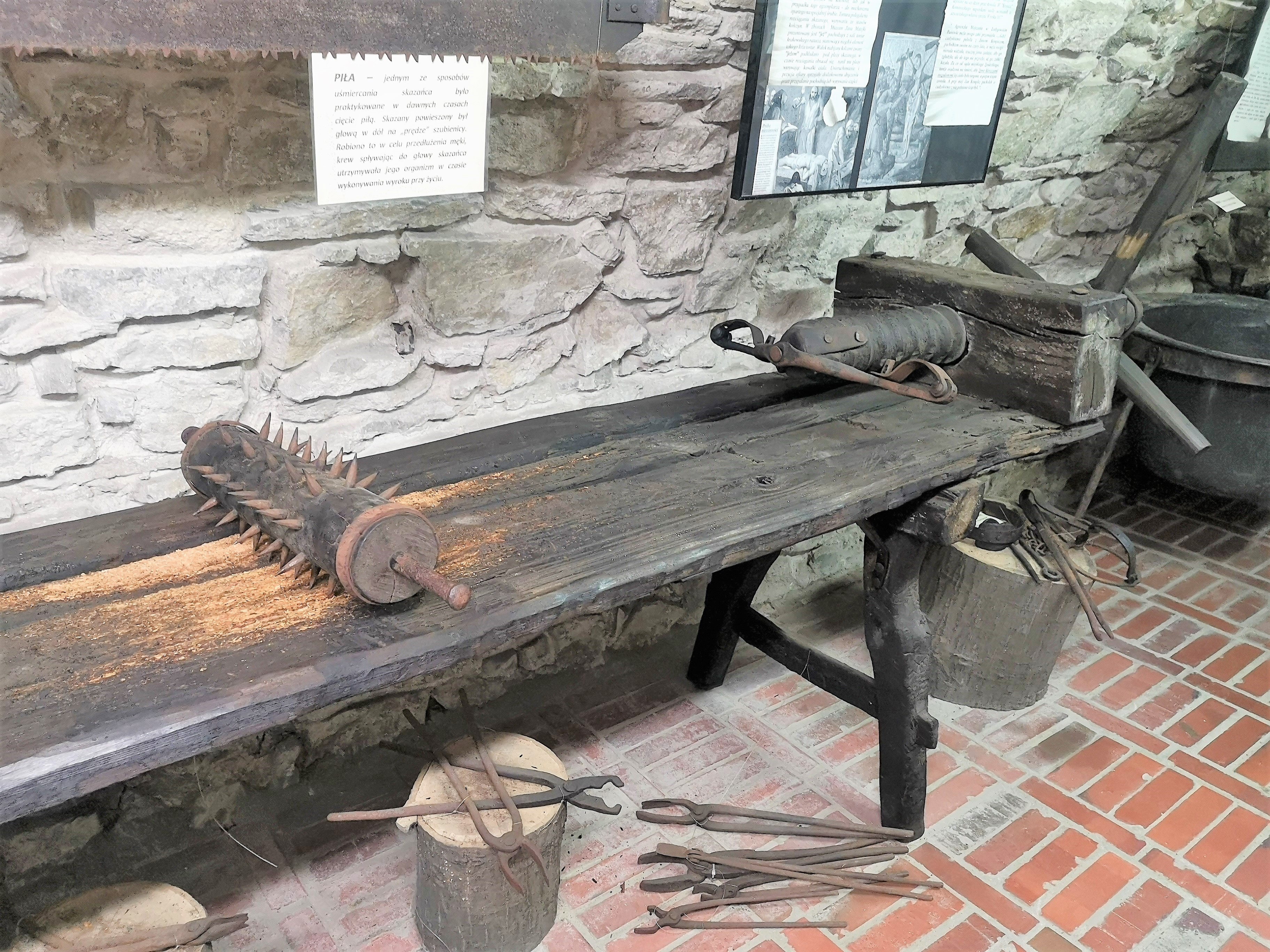

Ди́ба — знаряддя катувань у Середньовіччі.

## Історія
Перша згадка слова «диба» у давньоруських джерелах належить до початку XIII ст., але воно вживалося тоді в сенсі «колодка». З XVII ст. у російських джерелах так називається вже знаряддя тортур.

## Конструкція
Існувало два різновиди цього пристрою — вертикальний і горизонтальний.

### Вертикальна диба
При вертикальній компоновці жертву підвішували під стелею, вивернувши суглоби, і прив'язували до ніг різноманітні гирі.

### Горизонтальна диба

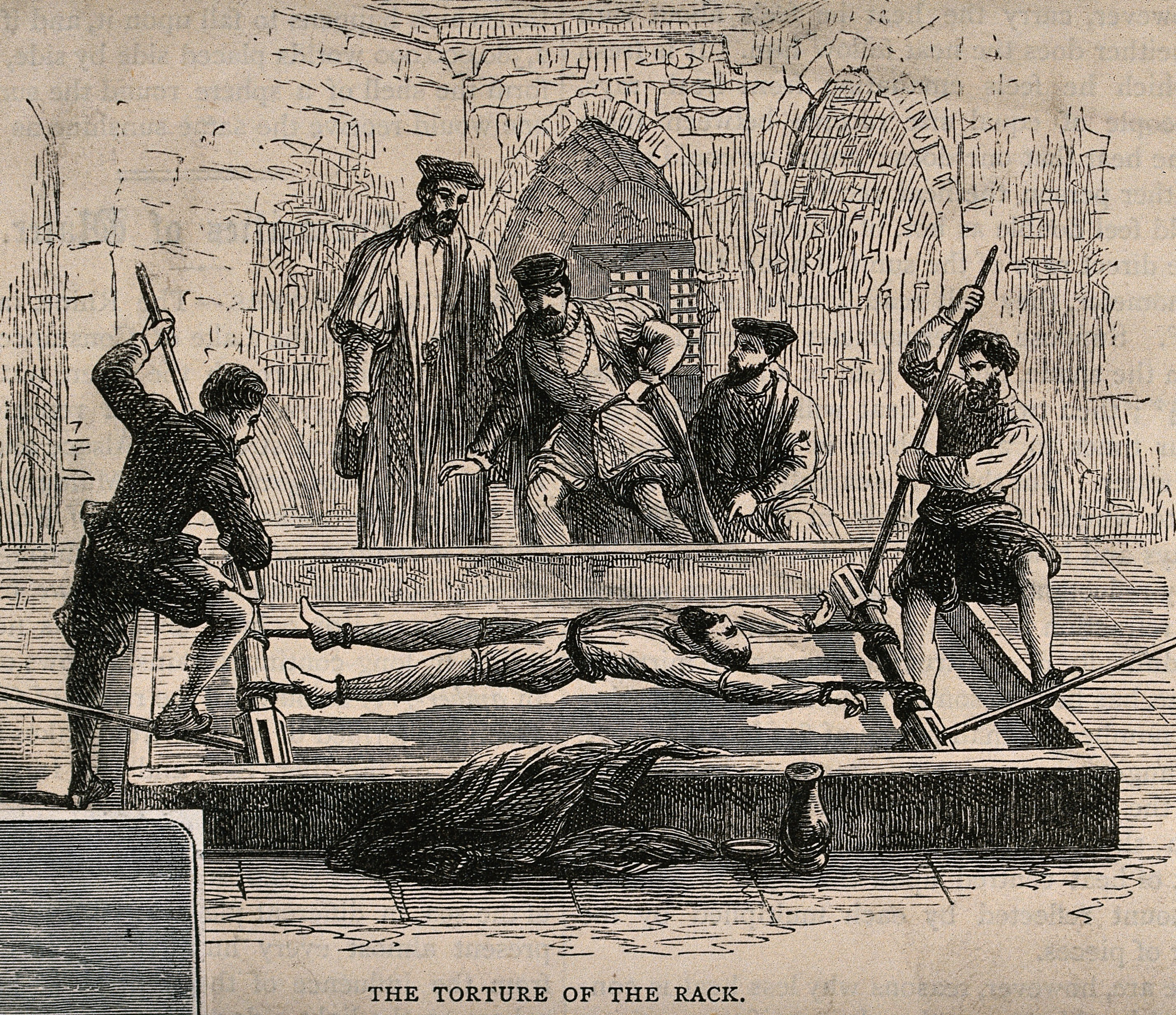

У горизонтальній дибі жертву фіксували горизонтально (чи під нахилом) і розтягували спеціальним механізмом, поки у неї не рвались м'язи та сполучні тканини. Така диба мала різноманітні «колючі» елементи на самій площині диби. У Польщі такий вид диби відомий як «Мадеєве ложе» (пол. Madejowe łoże) — на честь легендарного розбійника Мадея.